# 圣艾蒂安拉热内斯特
圣艾蒂安拉热内斯特是法国科雷兹省的一个市镇，属于于塞勒区（Ussel）。该市镇总面积5.01平方公里，2009年时的人口为93人。

## 人口
圣艾蒂安拉热内斯特（Saint-Étienne-la-Geneste）人口变化图示